# 380 f.Kr.

## Händelser

### Efter plats

#### Persiska riket
- Perserna tvingar atenarna att dra tillbaka sin general Kabrias från Egypten. Kabrias har framgångsrikt stött de egyptiska faraonerna i deras kamp för självständighet från Persiska riket.

#### Egypten
- Egyptens farao Hakor dör och efterträds av sin son Neferites II, men han störtas av Nektanebo I efter mindre än ett år, vilket gör slut på Egyptens tjugonionde dynasti. Nektanabo (eller, mer korrekt, Nekhtnebef) blir den förste faraonen av Egyptens trettionde dynasti.

#### Grekland
- Kleombrotos I efterträder sin bror Agesipolis I som kung av Sparta.

### Efter ämne

#### Konst
- Vad vissa historiker kallar den Rika stilen i Grekland tar slut.

## Födda
- Dareios III, kung av Persiska riket (född omkring detta år; död 330 f.Kr.)
- Pytheas, grekisk upptäcktsresande, som kommer att utforska nordvästra Europa, inklusive Brittiska öarna (född omkring detta år; död cirka 310 f.Kr.)

## Avlidna
- Agesipolis I, kung av Sparta sedan 394 f.Kr.
- Filoxenos från Kythera, grekisk poet (född 435 f.Kr.)
- Hakor, farao av Egypten sedan 393 f.Kr.
- Neferatos II, son till Hakor, farao av Egypten i fyra månader efter Hakors död